# جورج إدوارد ويلز
جورج إدوارد ويلز (بالإنجليزية: George Edward Wales) هو محامي وقاضي وسياسي أمريكي، ولد في 13 مايو 1792 في الولايات المتحدة، وتوفي في 8 يناير 1860 في نفس البلد. حزبياً، نشط في حزب اليمين. وقد انتخب عضو مجلس نواب فيرمونت وانتخب عضو مجلس النواب الأمريكي.